# Berthold Bretholz

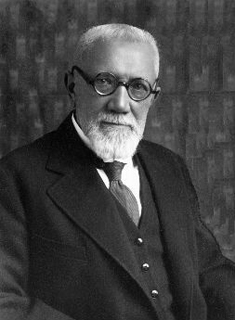
Berthold Bretholz.

Berthold (eller Bertold) Bretholz, född den 9 juli 1862 i Freiberg, Mähren, död den 27 november 1936 i Brünn, var en tjeckisk historiker och arkivarie. Han var far till Wolfgang Bretholz.
Bretholz studerade historia och juridik i Wien och fick 1892 efter Beda Dudík av Mährens Landesausschuss i uppdrag att skriva Mährens historia. År 1899 
utnämndes han till landsarkivarie. Bretholz utgav bland annat Geschichte Mährens (del 1–2, till 1197; 1893–1895), Die Vertheidigungskampf der Stadt Brünn gegen die Schweden 1645 (1895), Urkunden, Briefe und Aktenstücke zur Geschichte der Belagerung der Stadt Brünn 1643 und 1645 (samma år) och Die Tataren in Mähren und die moderne mährische Urkundenfälschung (1897).